# Boris Durov
Boris Durov (Slov"jans'k, 12 marzo 1937 – Mosca, 5 aprile 2007) è stato un regista sovietico.

## Filmografia parziale

### Regista
- Piraty XX veka (1979)
- Ne mogu skazat' 'proščaj' (1982)
- Lider (1984)